# Caecilia albiventris
Espèce
Statut de conservation UICN

 DD  : Données insuffisantes
Caecilia albiventris est une espèce de gymnophiones de la famille des Caeciliidae.

## Répartition
La répartition de cette espèce n'est connue que par la description de sa localité type : le Suriname.

## Publication originale
- Daudin, 1803 : Histoire Naturelle, Générale et Particulière des Reptiles; ouvrage faisant suite à l'Histoire naturelle générale et particulière, constituée par Leclerc de Buffon; et rédigée par C.S. Sonnini, membre de plusieurs sociétés savantes, vol. 7, F. Dufart, Paris, p. 1-436 (texte intégral).